# Diatomeje
Diatomeje (lat. Bacillariophyceae), razred alga kremenjašica opisan 1878.; dio je poddivizije Bacillariophytina. Sastoji se od četiri podrazreda s preko 13 000 vrsta

## Opis
Diatomeja (razred Bacillariophyceae), je bilo koji član razreda algi Bacillariophyceae (divizija Chromophyta), s oko 16 000 vrsta koje se nalaze u sedimentima ili vezane za čvrste tvari u svim vodama Zemlje. Dijatomeje su među najvažnijim i najplodnijim mikroskopskim morskim organizmima i služe izravno ili neizravno kao hrana mnogim životinjama. Dijatomejska zemlja, tvar sastavljena od fosilnih dijatomeja, koristi se u filtrima, izolaciji, abrazivima, bojama i lakovima te kao baza u dinamitu.
Dijatomeje mogu biti jednostanične ili kolonijalne. Silicizirana stanična stijenka tvori školjku nalik na kutiju (frustule) sastavljenu od preklapajućih polovica (epiteka i hipoteka) probušenih zamršenim i delikatnim uzorcima. Hrana se skladišti kao kapljice ulja, a zlatno-smeđi pigment fukoksantin maskira klorofil i karotenoidne pigmente koji su također prisutni. Dijatomeje se obično dijele u dva reda na temelju simetrije i oblika: okrugle nepomične Centrales imaju radijalne oznake; izduženi Pennales, koji se kreću klizećim pokretima, imaju peraste (nalik na pero) oznake.
Tijekom reprodukcije, obično diobom stanica, preklapajuće se polovice ljuske odvajaju i svaka luči (obično) manju donju polovicu. Dakle, pojedinačne dijatomeje formirane od uzastopnih donjih polovica pokazuju progresivno smanjenje veličine sa svakom podjelom. U nekoliko mjeseci može doći do čak 60 posto smanjenja prosječne veličine. Povremeno stvaranje spora služi za vraćanje dijatomejske linije na njezinu izvornu veličinu.

## Klasifikacija
- Subclassis Bacillariophycidae D.G.Mann in Round, R.M.Crawford & D.G.Mann, 1990
- Subclassis Eunotiophycidae D.G.Mann
- Subclassis Fragilariophycidae Round in Round, R.M.Crawford & D.G.Mann, 1990
- Subclassis Urneidophycidae Medlin, 2016

## Drugi projekti
|  | Zajednički poslužitelj ima još gradiva o temi Bacillariophyceae |
|  | Wikivrste imaju podatke o taksonu Bacillariophyceae             |